# Осеану да Круж
Осеа́ну Андра́де да Кру́ж (порт. Oceano Andrade da Cruz, відомий як Осеану; народився 29 липня 1962; Сан-Вісенте, Кабо-Верде) — колишній португальський футболіст, виходець з Кабо-Верде, півзахисник. Захищав кольори національної збірної Португалії, у складі якої брав участь у Чемпіонаті Європи 1996 р. Один з найобдарованіших півзахисників Португалії 80-х та 90-х років, найкращі футбольні роки якого пройшли у лісабонському «Спортінгу».
Після завершення кар'єри — футбольний тренер, з 2019 працює помічником головного тренера збірної Колумбії.

## Клубна кар'єра
Осеану народився на маленькому острові Сан-Вісенте, що належить Кабо-Верде. Однак родина майбутнього футболіста була змушена емігрувати до Португалії, коли він був ще хлопчиком. Вже на новій батьківщині Осеану почав робити свої перші кроки у спорті, закінчивши академію місцевого клубу «Алмада». За цей клуб з південного передмістя Лісабона дебютував на дорослому рівні 1980 року, а 1982 перейшов до клубу другого дивізіону з північної околиці міста — «Одівелаш». Наступного року на обдарованого юнака звернули увагу скаути фуншалського клубу «Насіонал» та запропонували йому контракт.
Через два роки він переходить до гранда португальського футболу - лісабонського «Спортінга». Починаючи з сезону 1984-1985 Осеану захищає кольори клубу аж до 1991 року, а потім підписує контракт з командою іспанської Прімери - «Реал Сосьєдад». Відігравши 3 роки в Іспанії, знов повернувся до себе на батьківщину у колишню команду - лісабонський «Спортінг» та виграв з клубом Таса де Португал в сезоні 1994-1995. В 1998 році перейшов до французької «Тулузи», де по завершенні сезону закінчив кар'єру гравця у віці 36 років.

## Національна збірна Португалії
Осеану захищав кольори національної збірної Португалії з 1985 по 1998 рр. Дебютував 30 січня 1985 року під керівництвом Жозе Торреша у зустрічі проти команди Румунії, в якій португальська збірна поступилася з рахунком 2-3. Загалом за збірну провів 54 поєдинки в яких відзначився 8 разів.

### Євро 1996
У кваліфікації до чемпіонату Європи Осеану зіграв в 5 зустрічах та забив 1 м'яч (в розгромному матчі проти збірної Ліхтенштейну, який завершився з рахунком 8-0). Португалія зайняла перше місце в групі, обійшовши збірну Ірландії на 6 очок. На початок чемпіонату півзахиснику «Спортінга» було вже 33 роки, однак наставник Антоніу Олівейра вирішив включити до складу досвідченого футболіста. 
В першому матчі Євро проти команди Данії, Осеану вийшов з перших хвилин на звичний для себе правий фланг півзахисту в парі з Луїшом Фіґу, який грав зліва. Португальці пропустили вже на 22 хвилині від капітана датчан Міхаеля Лаудрупа, який скористався помилками Вітора Байя та захисників. Однак команду від поразки врятував молодий нападник Са Пінту, який замкнув головою навіс з лівого флагну від Антоніу Фолья (який вийшов замість Осеану вже на 32-й хвилині зустрічі), переправивши м'яч у самісінький кут воріт, не залишив голкіперу датчан Петеру Шмайхелю жодного шансу. 
Наступну гру проти команди Туреччини Осеану спостерігав з лави запасних, а португальці здобули перемогу з рахунком 1-0 завдяки влучному удару захисника Фернанду Коуту. На заключну гру в групі проти хорватів Осеану знов вийшов у стартовому складі, відігравши усі 90 хвилин, а Команда обраних святкувала перемогу з рахунком 3-0. 
В 1/4-й фіналу Португалії зустрілась з командою Чехії в Бірмінгемі. Осеану знов вийшов з перших хвилин і лише на 65-й хвилині його замінив Антоніу Фолья. Проте команда так і не спромоглася відповісти на гол чехів (котрий забив Карел Поборські майстерно перекинувши м'яч через голкіпера та капітана Вітора Байя) і поступилась з рахунком 0-1. Для Осеану цей чемпіонат був прекрасною нагодою досягти успіхів у футболці національної збірної, однак команда, яка справила дуже гарне враження та показала чудову гру в попередніх трьох матчах, повинна була повертатись додому вже після 1/4.

## Тренерська робота
У серпні 2009 року був призначений головним тренером молодіжної збірної Португалії, з якою пропрацював до 2010.
Згодом працював у системі лісабонського «Спортінга», у тому числі 2012 року деякий час виконував обов'язки головного тренера основної команди клубу.
2014 року став асистентом свого співвітчизника Карлуша Кейроша у тренерському штабі національної збірної Ірану, а 2019 перейшов разом з Кейрушем до тренерського штабу збірної Колумбії.

## Титули і досягнення
- Володар Кубка Португалії (1):

«Спортінг»: 1994–95
- Володар Суперкубка Португалії (2):

«Спортінг»: 1987, 1995